# 이영훈 (경제학자)
이영훈(李榮薰, 1951년 9월 10일 ~ )은 대한민국의 경제학자이다. 서울대학교 경제학부 교수를 역임했다. 낙성대경제연구소 이사장과 이승만학당 교장을 맡고 있다.

## 학력
- 서울대학교 경제학 학사
- 서울대학교 대학원 경제학 석사
- 서울대학교 대학원 경제학 박사

## 경력
- 1989 ~ 2002.06 성균관대학교 경제학과 교수
- 2002.07 ~ 2017.02 서울대학교 경제학부 교수
- 2004 한국경제사학회 회장
- 2005 뉴라이트전국연합 고문
- 2005.01 교과서포럼 공동대표
- 2014.02 한국제도경제학회 회장
- 2019 낙성대경제연구소 이사장
- 펜앤드마이크 객원 칼럼니스트

## 생애

### 뉴라이트 진영에서 활동
1951년 출신이다. 1978년 서울대학교 경제학과를 졸업하고 1985년 동 대학원에서 '조선후기 토지소유와 농업경영'이란 논문으로 박사학위를 받았다. 한신대학교 강사로 출강했고, 성균관대학교 교수를 거쳐 2002년부터 서울대학교 경제학과 교수로 재직 후 2017년 2월 28일 정년 퇴임했다. 낙성대경제연구소 소장 및 다산학술문화재단 이사, 경제사학회 연구이사를 역임하였고, 낙성대경제연구소 이사장, 이승만학당 교장으로 있다.
서울대학교 안병직 교수의 수제자로, 뉴라이트 진영에서 대안 역사 교과서 집필이나 칼럼 기고 등 여러 활동을 하고 있다. 그의 저서 《대한민국 이야기》와 여러 논문에서 이영훈은 무력이 아니라 법과 무역을 통해 전개된 식민지적 수탈을 논하였다. 《대한민국 이야기》에서 이영훈은 정신대와 종군위안부의 차이점을 명확히 밝히고, 위안부는 강제 징집된 것은 아니나 배후에 일본군과 조선총독부가 있었음을 주장한다.

### 정신대가 한국인의 자발적 참여라는 주장
2004년 9월 2일 문화방송의 100분 토론에 출연하여 "정신대가 조선총독부의 강제동원이 아니라 한국인의 자발적으로 참여로 이뤄진 상업적 공창"이라는 취지의 역사왜곡적 발언을 함으로써 일제 식민 통치를 찬양하고 위안부 할머니들을 모욕했다는 논란에 휘말렸다.
이 교수는 "정신대 관련 일본 자료를 보면 범죄행위는 권력만으로 이뤄진 것이 아니고 참여하는 많은 민간인들이 있었다"며 "한국 여성들을 관리한 것은 한국업소 주인들이고 그 명단이 있다"고 주장하여 정신대 문제를 성매매와 동일시 하였다. 그러나 이영훈은 이후 자신의 주장이 사실과 다르다고 해명했으나 결과적으로 할머니들에게 상처를 주게 되었다며 사과를 한 바 있다. 1436년 세종이 함길도 감사에게 전한 언질이 관기(官妓)를 강제적 성매매에 동원한 것이라는 주장이 2018년 9월 있었고 힘을 얻고 있다.

### 경제사 저서 집필
2006년 12월 1일 고등학생용 《한국근현대사 대안 교과서》에서 4·19혁명을 《4·19학생운동》으로, 5·16군사정변을 《5·16혁명》으로 기술해 논란을 불러일으킨 《교과서포럼》의 심포지엄에서 4·19민주혁명회, 4·19혁명공로자회, 4·19혁명희생자유족회 회원 30여 명에게 격렬한 항의를 받았으며, 이 교과서는 2008년 3월 24일 내용을 수정하여 출간하였다. 이 교과서는 이영훈 이외에 박효종 등의 교수가 참여했다.
2007년 5월 25일 《해방전후사의 재인식》의 내용이 난해하다는 지적에 따라 이를 쉽게 풀어 쓴 《대한민국 이야기》를 출간하였다.
2008년 11월 25일 서울시 교육청의 "현대사 특강"에서 강사로 배정되었으나, "친일", "우편향" 논란이 일어나자 조갑제 대표와 함께 배제되었다.
2013년 그가 저술한 《대한민국 역사》(도서출판 기파랑)으로 전국경제인연합회가 주관하는 시장경제대상 저술부문 대상 수상자로 선정됐다.
2016년 12월에는 연구 결과를 집대성한 《한국경제사》(1,2)를 펴냈다.
2019년 7월 10일 《반일종족주의》(미래사)를 펴냈다. 저자는 이영훈과 김낙년, 김용삼, 주익종, 정안기, 이우연이다.

## 저서
- 조선후기 사회경제사
- 근대 조선 수리조합연구 (공저)
- 수량경제사로 다시 본 조선후기 (편저)
- 대한민국 이야기(2007, 도서출판 기파랑)
- 대한민국 역사의 기로에 서다(공저, 2007, 도서출판 기파랑)
- 해방전후사의 재인식 (공저, 2006, 책세상)
- 대안교과서 한국근현대사 (공저, 2008-3-25, 도서출판 기파랑)
- 대한민국 역사(2013, 도서출판 기파랑)
- 한국경제사Ⅰ·Ⅱ (2017, 도서출판 일조각)
- 세종은 과연 성군인가 (2018, 백년동안)
- 반일 종족주의 (2019, 미래사) - 공동 저자: 이우연, 주익종, 정안기, 김용삼, 김낙년
- 반일 종족주의와의 투쟁 (2020, 미래사) - 공동 저자: 이우연, 주익종, 정안기, 김용삼, 김낙년, 차명수, 박상후
- 호수는 어디에 (2021, 백년동안)

## 상훈
- 한국경제학회 청람상
- 전경련 시장경제 대상

## 논란

### 일본 연구자금 수혜 논란
이영훈이 이사장으로 있는 낙성대경제연구소는 2005~2008년 도요타재단으로부터 연구비를 지원받아 '전시기/해방기(1937~1950년) 한국 농촌사회의 변동에 대한 연구'를 진행했다. 또 이영훈은 스승 안병직 서울대 명예교수 등 한일 양국 학자 15명과 함께 1988년부터 3년간 도요타재단으로부터 300만엔(한화 3400만원)을 받아 식민지 연구를 진행한 것으로 보도된 바 있다. '한국의 경제발전에 관한 역사적 연구'라는 타이틀로 진행한 이 연구는 이영훈이 주장해온 식민지 근대화론의 이론적 토대를 마련한 작업이었다. '식민지 근대화론'은 '일제 강점기 시대는 식민지배의 도덕성 여부와는 별개로 한국의 경제 및 정치 발전의 원동력이 됐다'고 긍정적으로 평가하는 이론으로, 일제 강점기 시대를 옹호적으로 묘사하여 비판을 받는다.

### 독립운동가 차리석의 후손 논란
이영훈은 2019년 자신이 독립운동가 차리석 선생의 외증손이라 주장했다. 하지만 차리석의 외아들인 차영조는 이영훈은 차리석 선생의 외증손자가 아니라고 밝혔다. 차리석 선생의 외아들인 차영조 독립유공자유족회 선생은 MBC와의 인터뷰에서 “큰아버지의 둘째 딸과 30년 전에 만나 교류하고 있는데 그분에게 확인했더니 이영훈 명예교수는 내 큰아버지의 외증손자일 뿐이다. 차리석 선생의 외증손자가 아니다”라고 밝혔다.
이에 대해 이영훈은 “고(故) 차리석 선생은 자신의 외조모의 둘째 숙부로, 외외증종조부라 해야 마땅하나 줄여서 외증조부라 했다”고 해명했다. 차리석 선생의 직계 후손이 아닌 선생의 큰형인 차원석씨의 외증손자다. 즉 차원석씨의 딸의 딸의 아들이 이영훈이라는 것이다.

### 서울대 명예교수 사칭 논란
이영훈은 또 서울대 명예교수를 사칭했다는 주장이 제기됐다. 이영훈은 언론에서 여러 차례 명예교수로 소개됐다. 서울대에서 나온 직후인 2017년 3월 <월간조선>과 진행한 인터뷰에서 처음으로 명예교수로 소개됐고, 그 이후에도 지속적으로 명예교수로 언급됐다. 서울대 명예교수 규정은 ‘본교에서 전임교원으로 15년 이상 재직한 사람’을 추대 자격으로 두고 있는데 이 전 교수는 재직기간 미달로 애초에 추대될 수 있는 자격이 없었다. 한 학기가 모자라기 때문이다. 실제로 학교 쪽에서 가지고 있는 명예교수 목록에도 이 전 교수의 이름은 없는 것으로 확인됐다. 이영훈이 교장으로 활동 중인 이승만 학당 홈페이지에도 이영훈을 서울대 명예교수라고 소개하고 있었다.

## 가족
여동생인 이유미(李由美)의 남편은 더불어민주당 김부겸 의원이다.

## 같이 보기
- 대한민국의 뉴라이트
- 안병직
- 박유하
- 김완섭 (1963년)